# 黃植森
黃植森（英語：Wong Chik Sum，1944年—）香港電視藝員及主持，作品包括電視劇、電影。黃植森已婚，太太是梁靜文，前空中小姐及1976年度之香港小姐亞軍。現在二人居於加拿大溫哥華，黃植森現在職業是建築設計師及溫哥華新時代電視藝人。黃植森最喜愛運動是籃球。打籃球時他最喜愛穿上喬丹套裝，他最不喜歡的防守球員是師弟。但是當他和新奇士打籃球的時候，新奇士基本上不是黃植森的對手。

## 演出作品

### 電視劇(無線電視)
- 狂潮(1976) 飾 Stanley
- 北斗星(第11集)(1976)
- 大報復(1977) 飾 林志楠／林武堂
- 烏龍捕快(1977) 飾 金老虎
- 家變(1977) 飾 宋 培
- 一屋兩伙三人行(1977)
- 幻海奇情之生存亡(1977)
- 大亨(1978)
- 歲月風雲 飾 榮喬生(2007)(客串)

### 節目主持(無線電視)
- 歡樂今宵

### 電視劇(佳藝電視)
- 1978年《名流情史》(未完成)

### 節目主持(麗的電視/亞洲電視)
- 《貓頭鷹時間》(麗的電視)
- 1981年《第二十三屆日本唱片大賞》(麗的電視轉播，與區潔玲主持)
- 1982年《大手筆》(麗的電視遊戲節目)[2]
- 1988亞洲小姐競選(香港區)總決賽

### 電視劇(麗的電視/亞洲電視)
- 1979年: 冇牌夫妻 飾 Taylor
- 1979年: 沈勝衣之無雙譜 飾 段天寶
- 1979年: 奇女子 飾 凌永然
- 1980年: 人在江湖 飾 譚文光
- 1980年: 大地恩情之古都驚雷 飾 伍祖光
- 1980年: 彩雲深處 飾 聶正
- 1980年: 小小心願 飾 記者
- 1981年: 大控訴 飾 區大衞，花名區公子
- 1981年: 女媧行動 飾 李啟文
- 1981年: 自由萬歲 飾 馬滔
- 1981年: 甜甜廿四味 飾 許傑之經理人，花名「豬頭」。
- 1982年: 雄霸天下 飾 胡二
- 1983年: 再向虎山行 飾 加山
- 1983年: 劍仙李白 飾 江夏府尹
- 1983年: 俄羅斯輪盤 飾 施華修
- 1983年: 101拘捕令 飾 黎鵬飛
- 1984年: 小生也瘋狂 飾 白逸

### 香港電台單元劇
- 1979年《執法者之反黑》飾 羅Sir (主演兼編劇)
- 1981年《屋簷下之殺嬰》飾 丈夫
- 1983年《臨岐之女人三十三》

### 電視劇(新時代電視)
- 嬉春酒店

### 節目主持(新時代電視)
- 溫哥華華裔小姐競選(2000年)
- 入廚瓣瓣掂

### 電影
- 1976年《跳灰》
- 1980年《天堂夢》
- 1980年《師爸》
- 1980年《隻手遮天》
- 1981年《大控訢》
- 1981年《摩登保鑣》
- 1982年《女人檔案》
- 1982年《青春1000日》飾 袁公子
- 1983年《風生水起》
- 1984年《有Friend冇驚》
- 1988年《富貴再逼人》飾 汽車經紀
- 1989年《瀟酒先生》
- 1990年《再戰江湖》
- 1992年《吳三桂與陳園園》

## 相關
- 沈殿霞 《友緣相聚》
- 佳藝電視
- 《貓頭鷹時間》
- 溫哥華影視人協會

## 外部連結
- 沈殿霞 TVB《友緣相聚》: 黃植森 （页面存档备份，存于）
- 黃植森在香港影庫上的簡介